# Schtadlan
Der Schtadlan (hebräisch שְׁתַדְּלָן, Plural: שְׁתַדְּלָנים, Štadlanīm) war im 16. bis 18. Jahrhundert der Fürsprecher einer jüdischen Gemeinde bei der nichtjüdischen Außenwelt.

## Aufgaben
Dieses angesehene Amt in der Gemeinde erforderte neben der Beherrschung der Landessprache und Rechtskundigkeit auch Durchsetzungsvermögen und Verhandlungsgeschick. Der Schtadlan konnte zwar um Gebühren bitten, jedoch durfte er seine Tätigkeit nicht davon abhängig machen. Der Schtadlan gilt als Vorform des späteren Gemeindefunktionärs (Parnas).

## Bekannte Amtsinhaber
- Ber aus Bolechow
- Bonem Ginsburg (späterer Name: Bonheim), Schtadlan des Landes Böhmen in Prag 1719[1]
- Benedikt Goldschmidt
- Simon Goldschmidt
- Elias Gomperz, für Kleve
- Anschel Hertz
- Lemle Moses Reinganum
- Josel von Rosheim, Fürsprecher der Juden im Heiligen Römischen Reich, widerlegte auf dem Reichstag in Augsburg 1530 Antonius Margaritha und dessen judenfeindliche Thesen in einer öffentlichen Disputation.
- Abraham Uhlfelder
- Chaim Michael Dov Weissmandl